# Medinilla nana
Medinilla nana är en tvåhjärtbladig växtart som beskrevs av Shiu Ying Hu. Medinilla nana ingår i släktet Medinilla och familjen Melastomataceae. Inga underarter finns listade i Catalogue of Life.